# 168丁目駅 (ニューヨーク市地下鉄)
168丁目駅（168ちょうめえき、英語: 168th Street）は、IRTブロードウェイ-7番街線とIND8番街線が乗り入れるニューヨーク市地下鉄の駅である。マンハッタン区ワシントンハイツにある168丁目とブロードウェイの交差点にあり、終日1系統とA系統が、深夜を除く終日C系統が停車する。

## 駅構造
| G                  | 地上階                                               | 出入口 |
| B1                 | 改札階                                               | 改札口、駅員詰所、メトロカード券売機 (セント・ニコラス・アベニューと168丁目交差点南東角にエレベーター、8番街線のみADAに準拠)                   |
| B2 8番街線ホーム階 | 北行急行線                                           | ← 深夜帯以外：インウッド-207丁目駅行き（175丁目駅）                                                                                            |
| B2 8番街線ホーム階 | 島式ホーム、急行線は左側、緩行線は右側のドアが開く。 | |
| B2 8番街線ホーム階 | 北行緩行線                                           | ← 深夜帯：インウッド-207丁目駅行き（175丁目駅） ← 当駅止まり                                                                                   |
| B2 8番街線ホーム階 | 南行緩行線                                           | → ユークリッド・アベニュー駅行き（163丁目-アムステルダム・アベニュー駅）→                                                                      |
| B2 8番街線ホーム階 | 島式ホーム、A系統は左側、C系統は右側のドアが開く。   | |
| B2 8番街線ホーム階 | 南行急行線                                           | → オゾン・パーク駅、ファー・ロッカウェイ駅、ロッカウェイ・パーク駅行き（深夜帯以外：145丁目駅、深夜帯：163丁目-アムステルダム・アベニュー駅）→ |
| B3                 | 連絡通路                                             | エレベーター - 階段間乗り換え |
| B4 7番街線ホーム階 | 相対式ホーム、右側のドアが開く。                     | 相対式ホーム、右側のドアが開く。 |
| B4 7番街線ホーム階 | 北行線                                               | ← ヴァン・コートラント・パーク-242丁目駅行き（181丁目駅）                                                                                      |
| B4 7番街線ホーム階 | 南行線                                               | → サウス・フェリー駅行き（157丁目駅）→ |
| B4 7番街線ホーム階 | 相対式ホーム、右側のドアが開く。                     | |

駅のIRTブロードウェイ-7番街線ホームは非常に深い位置にあり、IND8番街線ホームの上の改札口を抜けたあと、エレベーターと階段を利用してホームまで降りる必要がある。INDホームと改札階、改札階と通りを結ぶエレベーターにより、その区間を身障者の方も容易に通行する事が可能である。ただし、IRTホームへはエレベーターは直通しておらず、階段を利用する必要がある。
2005年、当駅のIRT側はアメリカ合衆国国家歴史登録財に指定された。

### 出入口
終日開いている改札口は地下1階にあり、回転式改札機、きっぷ売り場がある。また、168丁目とセント・ニコラス・アベニューの交差点の南東にエレベーターと階段が通じている。地下1階北側には一部時間帯のみ開いている改札口があり、こちらにはブロードウェイと169丁目の交差点南西に２つの階段と北西に1つの階段が通じている。INDとIRTのホーム間にある連絡通路にある出口専用改札はミッチェル・スクエア・パーク付近に出ている。また、ブロードウェイと168丁目南西へも２つの階段が通じている。
INDホームの南端付近には閉鎖された改札外通路があり、各ホームから階段でそこへ上り167丁目付近へ出ていた。この通路は安全上の理由で1980年代に閉鎖され、現在はニューヨーク市地下鉄の職員用通路として用いられている。

## IRTブロードウェイ-7番街線
168丁目駅はIRTブロードウェイ-7番街線の2面2線の駅である。

### 歴史
1906年3月12日、ウエスト・サイド支線はヴァン・コートラント・パーク-242丁目駅へ向けて一時的に221丁目駅まで開業したが、当駅はまだ建設中であった。この区間は高速列車が1906年5月30日に221丁目駅まで運行するようになるまで157丁目駅 - 221丁目駅間のシャトル列車で運行されていた。その直前、1906年4月14日に当駅は開業した。
1948年のIRTブロードウェイ-7番街線103丁目駅 - 238丁目駅間のホーム延長工事に伴い当駅も10両編成の列車も停車できるように約157mに延長された。延長以前は6両分の有効長しか無かった。1948年4月6日、103丁目駅 - ダイクマン・ストリート駅間の駅でホームが10両分に延長された。ただし、125丁目駅のみ5日後の1948年6月11日に延長工事が完了した。
1950年12月28日、ニューヨークシティ・トランジット・オーソリティは地下鉄駅などにシェルターを建設する計画に関する報告を発表した。その発表では当駅を含むワシントンハイツの深い位置にある5駅をシェルターとして利用するのが理想的だという意見が載せられていた。この計画には1億400万ドルもの費用が掛かると予想された。このシェルターは従来の爆弾に対して限られた範囲ではあるが保護空間を確保するとともに、爆発の衝撃波や核爆弾の熱や放射線からも市民を保護する事が期待された。しかし、駅を避難場所とするためには普段は使用する事が無く維持費が嵩むであろう給水施設や応急処置室、浴室などの設置が必要となる。
2004年にはMTAの経費削減の一環としてエレベーターの乗務員が1人に減った。実際には全ての乗務員を廃止させるつもりであったが多くの乗務員からの抗議があったため各駅1人の配置に落ち着いた。なお、この変更により年間120万ドルもの費用の削減に繋がった。しかしこれでもMTAの経営は厳しい状況が続き、2007年11月には更なる経費削減の案が提出され、その案の中ではワシントンハイツ内の4駅の全てのエレベーター乗務員の廃止を行うと発表されていた。この案は年間170万ドルの経費削減のために行われかけたが、地元住民や役員などが猛反対したために実施されず、2007年12月7日にはエレベーター乗務員の廃止は行わないと発表した。
現在、エレベーターの乗務員はエレベーターがホームへの唯一のアクセスルートであり全ての乗客が通るため、乗客を安心させるという本来とはまた違った役目も果たしていると言われている。

### 停車列車の歴史
駅は1906年から1959年の間、7番街線の急行列車停車駅として運営されていたがその後は各駅停車である1系統が停車している。なお、1989年から2005年にかけては1系統のほか、ラッシュ時のみ9系統も停車していた。

### 構造
この駅には高いアーチ型のタイル張りの天井があり、ホーム北半分の壁面と天井には円型のライトが設置されている。1950年代に拡張されたホーム南半分は天井が北半分よりも低くホームには大理石の柱があり、柱にはニューヨーク市地下鉄で標準的な黒地に白の駅名標が掲げられている。なお、壁面の模様および壁面に設置されている駅名標は北半分と同じ物が使用されている。また、北行ホーム北端には閉鎖された階段があるがこの階段の接続先は不明である。
駅の北端近くには2つの跨線橋があり各ホームへ接続している。橋の南側には4つのエレベーターがあり、無人改札に通じているほかそのうち1つには駅員が乗車している。ここからはブロードウェイと西168丁目の交差点南西へ向かう2つの階段にが伸びている。また、改札内通路がINDの改札口へと通じている。
2015年まではIRTホームへのエレベーターは1つだけが稼働していた。

### ギャラリー

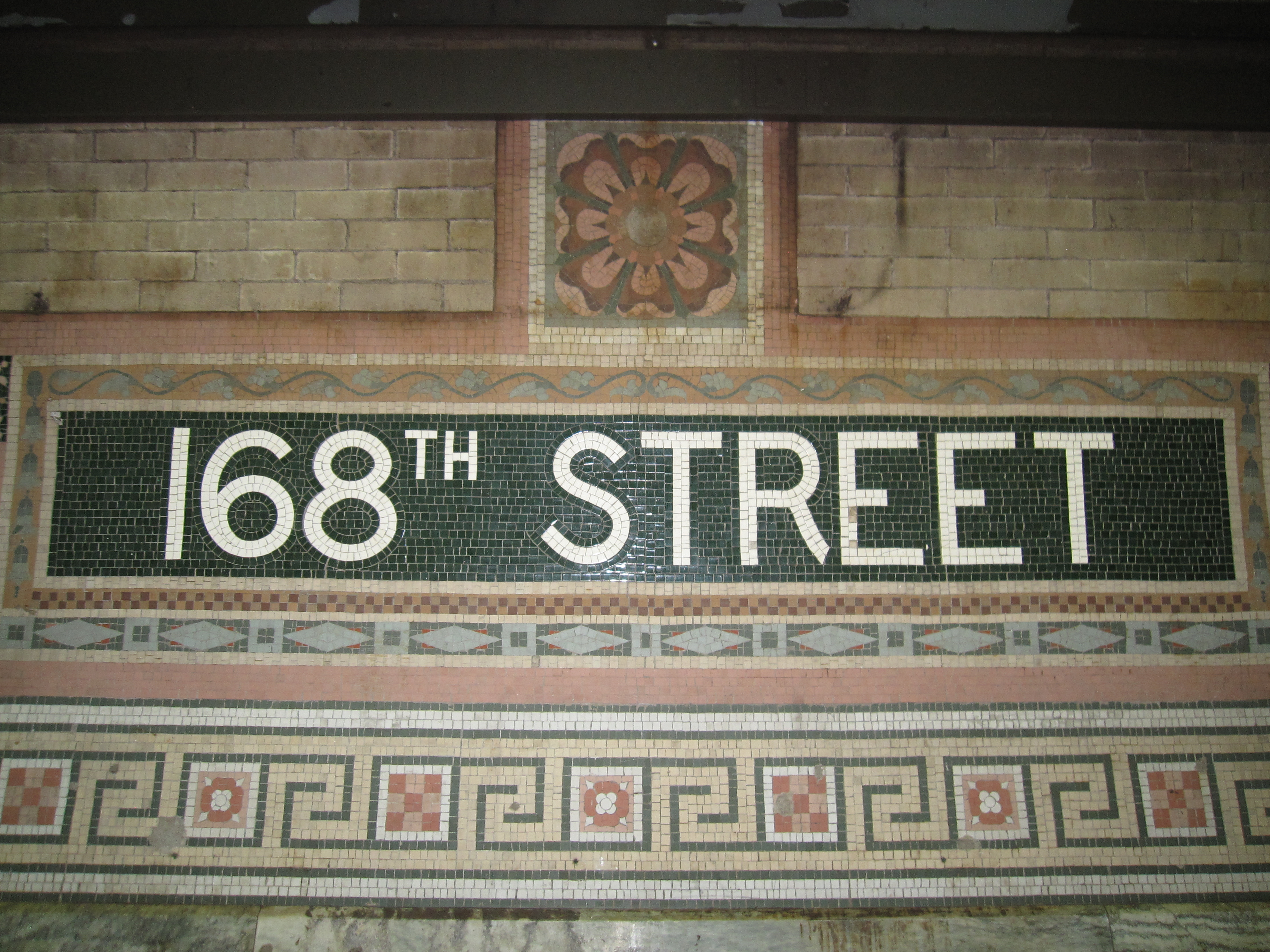
駅名標
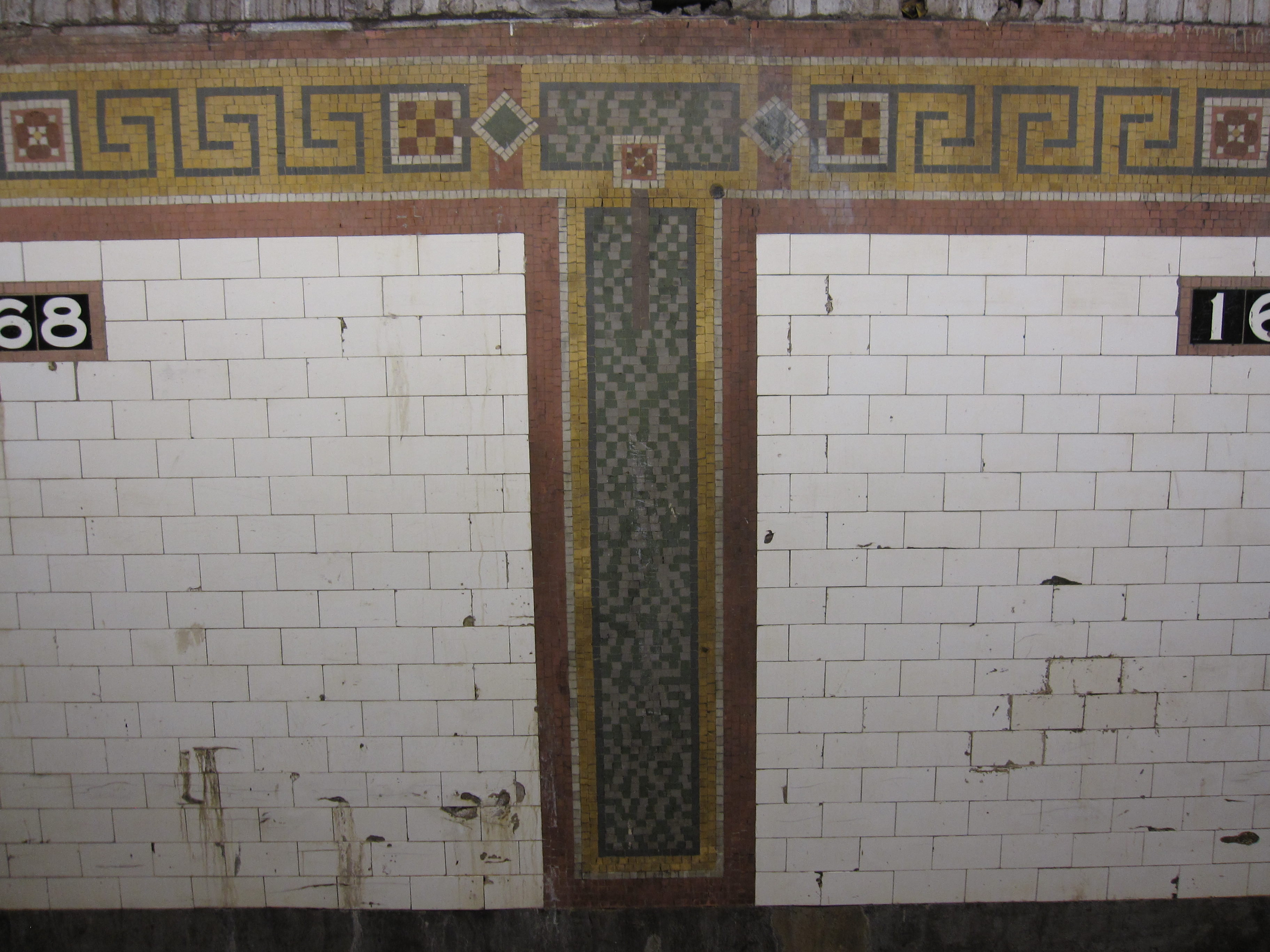
壁面に描かれた模様
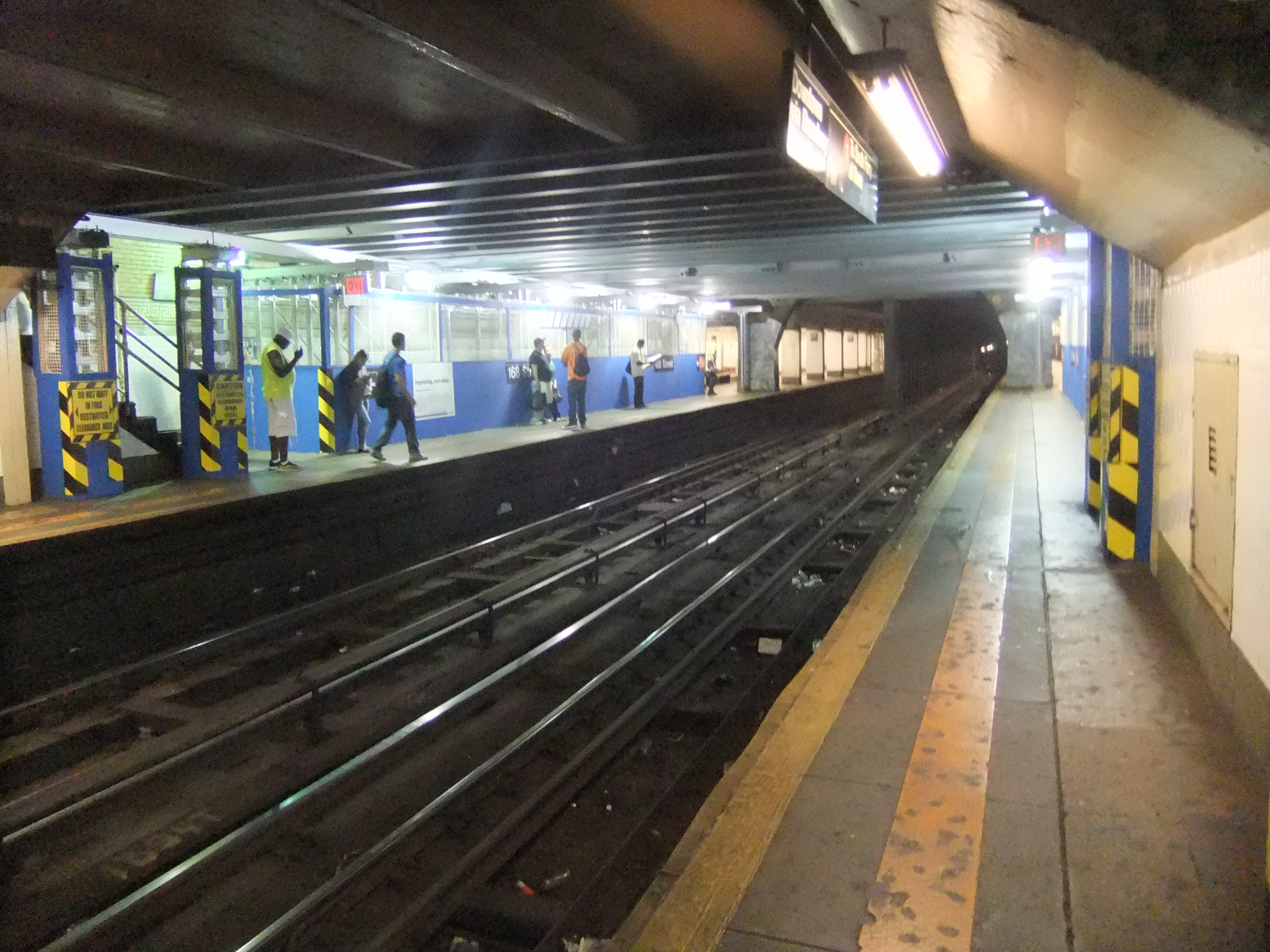
2013年の改修工事中のホーム
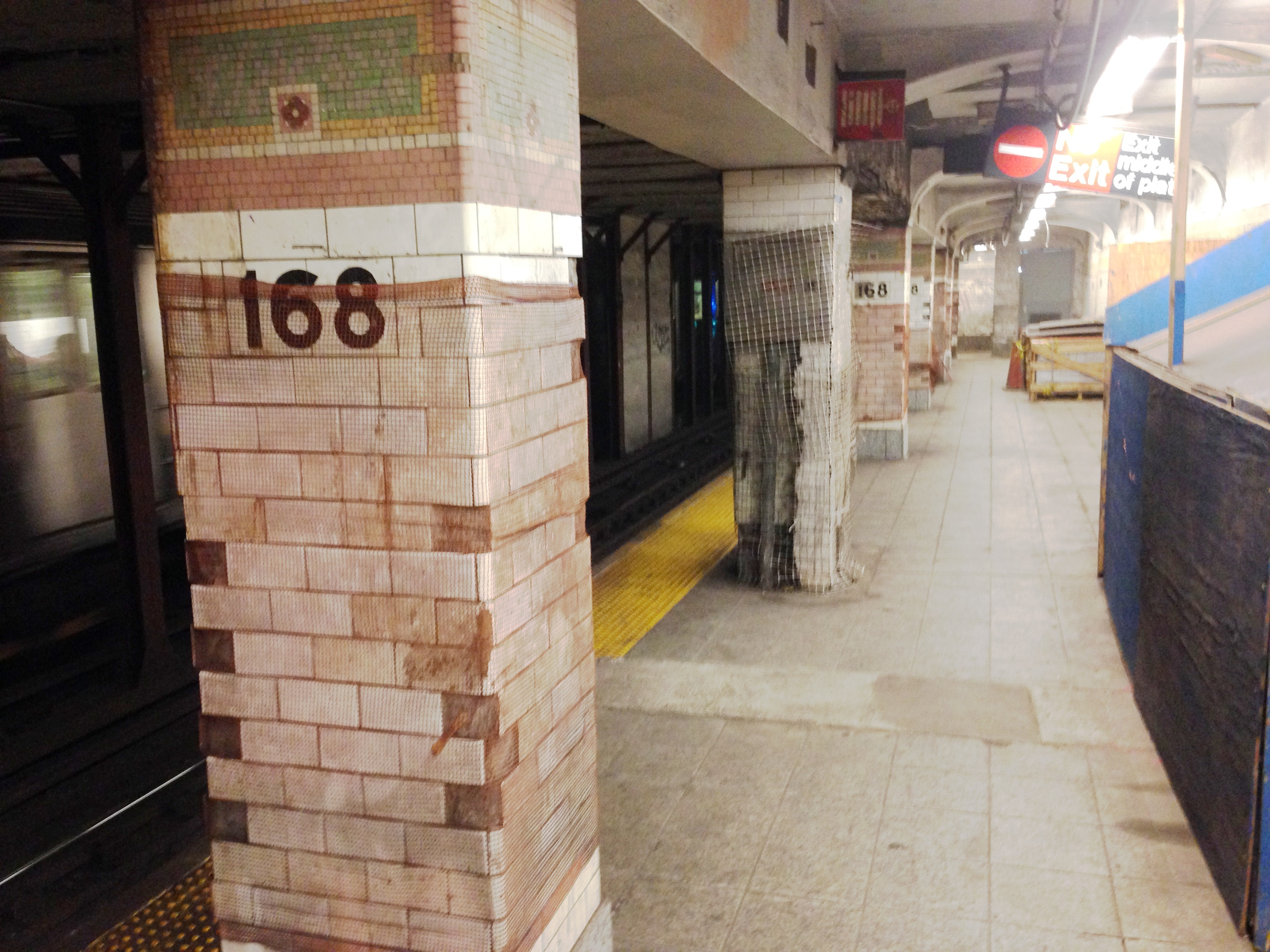
2015年に再建された南行ホーム

## IND8番街線
168丁目駅はIND8番街線の駅で1932年9月10日に開業した。2面4線の駅であるがニューヨーク市地下鉄の基本的な2面4線の駅とは違い、内側を緩行線のC系統が、外側を急行線のA系統が走行している。このような構造となった理由は緩行線に当駅止まりのC系統が走っているためで、通常通り外側に緩行線を走らせると折り返しの際に中央の南北急行線を渡る必要が出てくるために中央に緩行線を敷設した。当駅南側で急行線は緩行線の下に潜り2層式の複々線となる。駅北側では緩行線は174丁目車両基地へ向かい、急行線はインウッド-207丁目駅へ続く。
南北急行線の壁面には赤紫色と黒色の境界線があるが大きな駅名標は設置されておらず黒色の境界線上に白で「168」と書かれた小さな物が設置されているに留まっている。また、ホーム上にはホーム全長分の改札への通路がある。
駅は2010年から2014年のMTAの投資計画の一環として2016年より改装工事が開始されている。また、MTAが2015年に実施した調査では、駅構造物およそ48％が老朽化していることが分かった。

### 停車系統の歴史
駅が開業した時は当駅 - ハドソン・ターミナル駅（現ワールド・トレード・センター駅）間を運行していたAA系統が停車していた。その後、IND8番街線とINDコンコース線を緩行線経由で運行していたCC系統が1933年に廃止されたが、その後BB系統（後のB系統）ができた1940年に復活している。1940年以降ラッシュ時にしか運行されなかったAA系統は、1985年にK系統と改名され、1988年12月11日にはC系統に完全に置き換えられた。
1940年12月15日に開通したIND6番街線からの列車として新設されたBB系統はラッシュ時のみの当駅発着の各駅停車として運行が開始された。なお、B系統は元々ワシントンハイツ発の急行列車に割り当てられていた系統名であり、IND6番街線でミッドタウンへ向かう列車であった。1998年3月1日にはB系統とC系統は北側の終着駅を変更しB系統は手前の145丁目駅でコンコース線に直通するようになり、C系統は深夜を除く終日の停車となった。
なお、A系統は1932年の開業以来常に停車している。

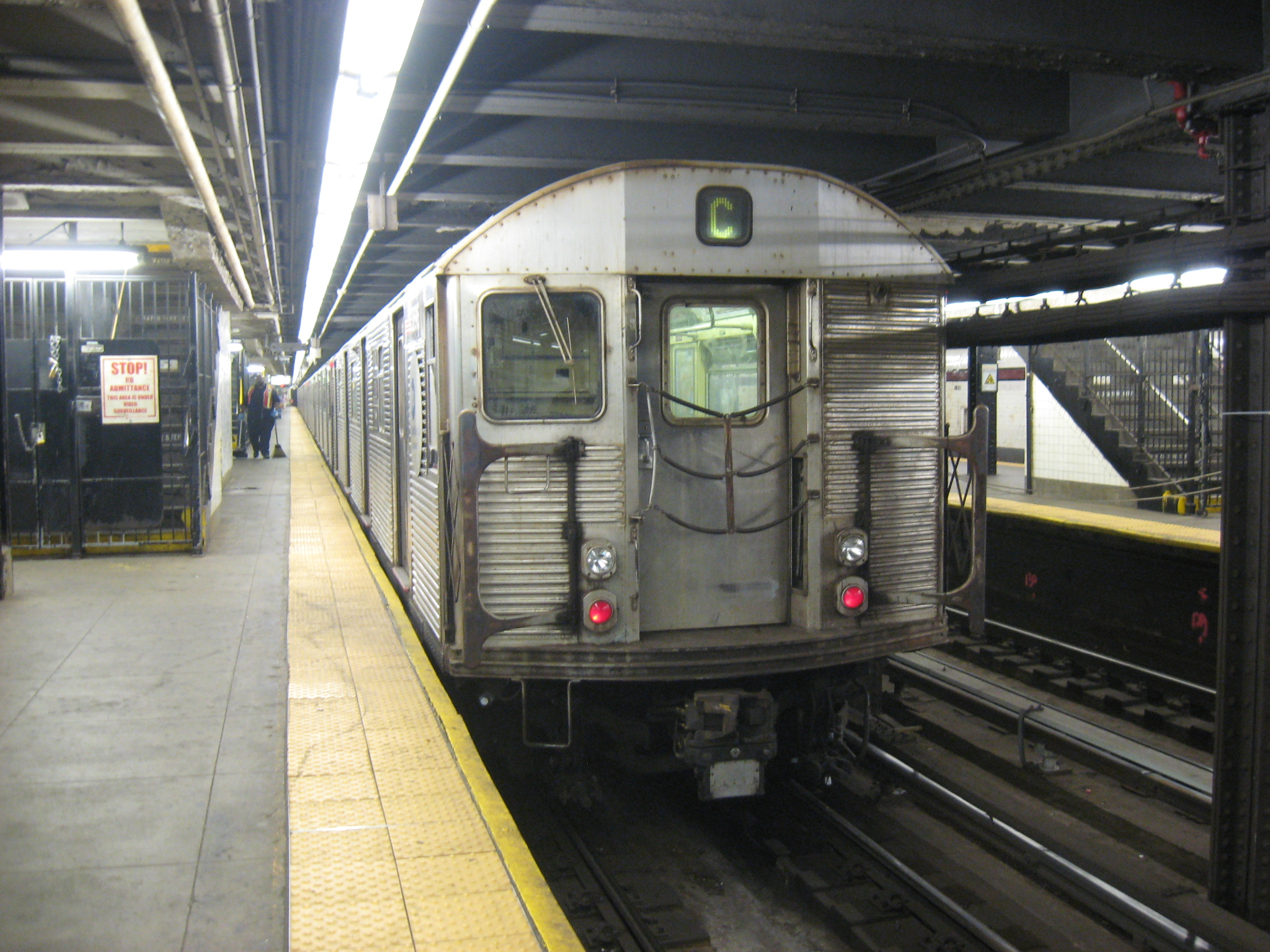
南行緩行線ホームに停車中のC系統R32電車

## 駅周辺
- ニューヨーク-プロテスタント病院
- コロンビア大学メディカル・センター
- ハドソン川ウォーターフロントパーク
- オーデュボン舞踏場跡[5]